# Pardosa luctinosa marina
Pardosa luctinosa marina is een spinnenondersoort in de taxonomische indeling van de wolfspinnen (Lycosidae).
Het dier behoort tot het geslacht Pardosa. De wetenschappelijke naam van de soort werd voor het eerst geldig gepubliceerd in 1940 door Gábor von Kolosváry.